# 産業工芸試験所
産業工芸試験所（さんぎょうこうげいしけんじょ　英文名称　Industrial Arts Institute 略称IAI）は1928年に設立された工芸指導所が1952年4月に機構改革し、名称を変更した試験研究機関である。
中小企業業界を対象とし、「工芸、意匠および包装」の研究と指導を業務とした。
「産業工芸」とは手工芸ではなくインダストリーのためのアートでありテクノロジーであることを明らかにするための表現であった。
1969年7月に製品科学研究所へと改組され、1993年に廃止された。

## 沿革[1]
- 1952年4月　工業技術庁　工芸指導所を産業工芸試験所と改組・改称した。

東北支所の木工部門を縮小、関西支所を布施市に移管、九州支所の繊維部門を整理し出張所にするなど、地方分散的な組織を中央に集約した。
包装部および工業意匠課を設置し、輸出包装のクレームの減少を目標とする、包装方法の改善および基準確立を行った。
本所は東京都大田区下丸子町313番地。
8月　行政機構改革により、工業技術庁は工業技術院となる。
- 1953年　バーナード・リーチ、シャルロット・ペリアンなどが来所。

　　剣持勇をアスペン・デザイン会議に派遣。
- 1954年　ワルター・グロピウス来所。
- 1955年　昭和天皇・皇后が東北支所を参観。

　　米国のデザイナー　ラッセル・ライト（英語: Russel Wright）来所。「日本優秀手工芸品の対米輸出推進計画（通称　ラッセル・ライト計画）」の発端となる。
- 1957年　ジョージ・ネルソンを招聘し、家具に関するデザイン講習会を行う。
- 1958年　カイ・フランクデザイン講習会を行う。
- 1967年　東北支所廃止。
- 1969年　製品科学研究所と改称・改組。人間工学部を設置。
- 1973年　九州出張所を廃止。
- 1979年　筑波研究学園都市に移転。[2]
- 1993年　国立研究機関の再編により製品科学研究所を廃止。

| 氏名       | 在任期間             |
| ---------- | -------------------- |
| 松崎福三郎 | 1949年6月～1961年3月 |
| 藤井左内   | ～1968年8月          |
| 赤川直亮   | ～1974年11月         |
| 川上達也   | 1974年11月～         |